# 대전보호관찰소 홍성지소
대전보호관찰소 홍성지소는 대전보호관찰소의 보호관찰, 사회봉사·수강명령 집행과 판결전조사·환경조사 및 범죄예방 활동 등의 업무를 분장·수행하기 위하여 설립된 대한민국 법무부 범죄예방정책국 예하 대전보호관찰소 소속기관으로 홍성지소장(4급)은 서기관으로 보한다. 충청남도 홍성군 홍성읍 의사로72 30-14 모두빌딩 3층에 위치하고 있다.